# Dasyvalgus panaonus
Dasyvalgus panaonus är en skalbaggsart som beskrevs av Moser 1916. Dasyvalgus panaonus ingår i släktet Dasyvalgus och familjen Cetoniidae. Inga underarter finns listade i Catalogue of Life.